# Rubén Monasterios
Pour les articles homonymes, voir Monasterios.
Rubén Monasterios, né le 21 janvier 1938 à Maiquetía dans l'État de La Guaira et mort le 11 mai 2024 à Caracas, est un écrivain et critique de théâtre vénézuélien.

## Biographie
Rubén Monasterios naît le 21 janvier 1938 à Maiquetía dans l'État de La Guaira.
Il est titulaire d'un diplôme en travail social de l'université centrale du Venezuela et d'une maîtrise en psychologie sociale. Il enseigne dans les principales écoles du pays, ainsi qu'à l'École supérieure de théâtre et de cinéma.
Il est considéré comme l'un des écrivains et critiques de théâtre les plus importants du pays. 
Rubén Monasterios meurt le 11 mai 2024 à l'âge de 86 ans.